# Inbördeskriget i Sri Lanka
Inbördeskriget i Sri Lanka var en våldsam konflikt mellan Sri Lankas regering och militanta tamilska separatister, framför allt gerillarörelsen LTTE, de tamilska tigrarna. Konflikten pågick sedan självständigheten 1948, men först mot slutet av 1970-talet började separatisterna ta till vapen, och vanligtvis brukar händelserna i juli 1983 räknas som startpunkten för inbördeskriget. Sedan dess har cirka 70 000 människor dött, och många fler tvingades fly på grund av kriget. 

## Bakgrund
Både tamiler och singaleser har bebott Sri Lanka sedan förhistorisk tid. Tamilerna finns framför allt i landets norra och östra delar. I den centrala delen av landet finns även en stor grupp tamiler som genom arbetskraftsinvandring kom till Sri Lanka från Indien under 1800-talet och början av 1900-talet. Denna grupp har inte deltagit i striderna för en självständig tamilsk stat. 
Före kolonialtiden fanns ett tamilskt och två singalesiska kungariken på ön. Dessa var inblandade i flera krig mot varandra, men dessa krig präglades sällan av etniska motsättningar, utan var snarare motiverade av kungarnas strävan efter makt.
Singaleserna utgör cirka 74 procent av landets 20 miljoner invånare. Tamilerna utgör 12 procent och är alltså i klar minoritet, men i konflikten hävdas ofta att även singaleserna kan se sig som en minoritet i regionen, med tanke på att det finns över 60 miljoner tamiler i den sydindiska delstaten Tamil Nadu.

## 1948-1975: Självständighet och nationalism
Vid tiden för landets självständighet 1948 fanns det en utbredd uppfattning bland den singalesiska majoriteten om att tamilerna hade favoriserats under den brittiska kolonialperioden. En av de första åtgärderna som regeringen vidtog efter självständigheten var att frånta landets indiska tamiler deras medborgarskap. 1949 fråntogs de även rösträtten. 
Singalesiska politiker fann ganska snart efter självständigheten att de kunde vinna makt och inflytande genom att utnyttja den växande singalesiska nationalismen och en återuppväckt vurm för buddhismen. Inför valet 1956 lovade SLFP:s ledare S. W. R. D. Bandaranaike att göra singalesiska till landets enda officiella språk inom 24 timmar om han vann valet. Koalitionen som leddes av SLFP vann och Bandaranaike drev igenom "Sinhala Only Act" ("endast singalesiska-lagen"). De tamilska partierna Tamil Congress och Federal Party röstade emot lagen, liksom kommunistpartiet och det trotskijistiska LSSP. I samband med att lagen röstades igenom utbröt också de första upploppen mellan singaleser och tamiler. Tamiler och tamilska affärer attackerades, framför allt i huvudstaden Colombo, och 150 människor, varav de flesta tamiler, dödades.
1957 hördes för första gången kraven på en självständig tamilsk stat. Bandaranaike sade sig också vara villig att kompromissa, och slöt ett avtal med Federal Party om självbestämmande regionala råd i de tamilska områdena. Men avtalet revs upp efter högljudda protester från oppositionspartiet UNP. Detta skedde enligt ett mönster som blev välbekant i konflikten - när det styrande partiet erbjöd eftergifter åt den tamilska minoriteten så möttes det av starka protester och anklagelser om förräderi från det parti som för tillfället befann sig i opposition. De båda ledande partierna, SLFP och UNP, hade på så sätt utnyttjat och underblåst den singalesiska nationalismen för sina egna politiska syften.
Efter nya antitamilska upplopp 1958 och en valkampanj 1960 där de singalesiska partierna försökte överträffa varandra i antitamilsk retorik tillkännagav Federal Party att de skulle använda "direkta aktioner" för att säkra "de tamiltalande folkets rättigheter". Partiet inledde en rad aktioner som var inspirerade av Gandhis tankar om civil olydnad. Många singaleser i de tamilska områdena deltog också i de fredliga protesterna. 
1966 slöt UNP ett avtal med Federal Party, men liksom Bandaranaikes tidigare avtal med Federal Party så skrotades det efter protester från oppositionen. 
1972 antogs en ny konstitution. Landet bytte namn från Ceylon till Sri Lanka, och konstitutionen sade att buddhismen skulle komma i första rummet, att det var statens skyldighet att skydda och nära buddhismen, samt att landets officiella språk skulle vara singalesiska. Efter det bildade flera tamilska partier (bland dem Federal Party) Tamil United Front, TUF. TUF krävde bland annat att minoriteternas rättigheter skulle skrivas in i konstitutionen, och att administrationen skulle decentraliseras. 1973 genomdrevs en lag för "standardisering" av antagningen till universiteten. "Standardiseringen" innebar att tamilska studenter behövde högre betyg än singalesiska studenter för att komma in på samma utbildningar. Regeringen menade att standardiseringen behövdes eftersom tamilska studenter var överrepresenterade på en del fakulteter. Många tamiler såg detta som ännu ett tecken på att staten ville göra dem till andra klassens medborgare. Kraven på en självständig tamilsk stat ökade, och 1975 lovade Federal Partys ledare Samuel James Velupillai Chelvanayakam att TUF skulle kämpa för ett "fritt" Tamil Eelam.

## 1975-1983: Våld och politik
En liten grupp tamiler hade redan under 1960-talet bestämt sig för att använda våld i sin politiska kamp, men de gjorde inget större väsen av sig förrän i mitten av 1970-talet. Den 27 juli 1975 genomförde fyra män det första politiska mordet i de tamilska områdena, då borgmästaren i Jaffna mördades. En av de fyra, och den enda som inte greps för mordet, var Velupillai Prabhakaran. Han bildade, ett knappt år senare, Liberation Tigers of Tamil Eelam, LTTE.
Den 14 maj 1976 bildade Federal Party och Tamil Congress Tamil United Liberation Front, TULF. TULF förespråkade öppet en självständig tamilsk stat, Tamil Eelam. I parlamentsvalet 1977 vann TULF överlägset i de tamilskdominerade norra områdena. Samtidigt blev de militanta grupperna allt starkare, och efter strider mellan polis och militanta ungdomar skickade regeringen arméstyrkor till Jaffna. 
I augusti 1977 utbröt omfattande antitamilska upplopp i landet. Mer än 300 människor dödades, och tiotusentals tvingades fly, bland annat 40 000 indiska tamiler, trots att de indiska tamilerna aldrig hade engagerat sig för Tamil Eelam. Upploppen bidrog till att stödet för de militanta tamilska grupperna ökade. De ökade också sin aktivitet, med bankrån och attacker mot poliser och politiska motståndare. 
I de tamilska områdena växte uppfattningen att TULF:s löften om Eelam bara var tomma ord. De uppnådde mycket lite genom sitt politiska arbete i Colombo. Partiet hade inofficiella kontakter med de militanta grupperna, men argumenterade officiellt för fredliga, demokratiska metoder. 
1983 gjordes ett tillägg till konstitutionen som innebar att det blev olagligt att arbeta för en delning av Sri Lanka. TULF:s 16 parlamentsledamöter valde då att lämna sina platser i parlamentet.

## 1983-1987: Upplopp, upptrappning och utbrott
1983 var de militanta grupperna fortfarande små. Ingen av de viktigaste grupperna - PLOTE, TELO, LTTE, EROS och EPRLF - hade mer än 50 aktiva medlemmar. Men det skulle snart förändras. Den 23 juli 1983 genomförde LTTE sin mest spektakulära attack dittills, då armépatrullen "Four Four Bravo" utsattes för ett bakhåll, och 13 soldater dödades. Dagen efter utbröt omfattande våldsamheter i Colombo, där singaleser gick ut på gatorna för att hämnas på tamiler. Affärer brändes ned, kvinnor våldtogs och människor mördades. Upploppen spred sig som en löpeld genom huvudstaden och genom resten av landet och många tamiler som aldrig hade haft något intresse för separatism drabbades. Uppskattningarna av antalet dödsoffer i upploppen varierar mellan 400 och 3 000, och hundratusentals tamiler tvingades på flykt. På en del håll deltog poliser och soldater i våldet. I säkerhetsfängelset Wellikade dödades 25 tamilska fångar av singalesiska fångar, medan de fängelsevakter som försökte stoppa massakern hindrades av soldater. Dessa massakrer brukar gå under benämningen Black July (Svart juli) och utgör början på konflikten mellan regeringsstyrkor och militanta tamiler.
Tamilerna kallade upploppen för statligt sanktionerat folkmord, medan regeringen till en början ville skylla våldet på vänsteraktivister med stöd från Sovjetunionen. En av de mest påtagliga effekterna av upploppen blev att allt fler unga tamiler var beredda att lyssna på de militanta gruppernas uppmaningar till väpnad kamp.
Upploppen väckte också starka känslor i Indien, framför allt i Tamil Nadu, där tusentals människor demonstrerade på gatorna i sympati för tamilerna i grannlandet, och i protest mot Sri Lankas regering. Den sympati som väcktes ledde också till att de militanta grupperna nu kunde skicka sina medlemmar till Indien, där underrättelsetjänsten RAW bistod med militär utbildning och vapen. Innan dess hade de haft svårt att locka medlemmar, men ilskan över massakrerna och stödet från Indien ledde till att deras medlemsantal växte explosionsartat.
När de första Indien-utbildade tamilerna började återvända trappades våldet upp, och under 1984 blev det allt mer uppenbart att de militanta gruppernas kampanj hade utvecklats till ett regelrätt inbördeskrig. I augusti 1984 tillkännagav LTTE att de hade övergett sin "hit and run"-taktik till förmån för en "ihållande gerillakampanj".
Regeringsstyrkorna hade svårt att handskas med rebellerna, och de tog ofta ut sin vrede genom urskillningslösa attacker på civila tamiler. Nu stod det också klart att de militanta grupperna hade tagit initiativet i de tamilska områdena, och att det mer förhandlingsvilliga TULF inte längre hade stöd i de breda folklagren.
Striderna trappades upp fram till juni 1985, då en vapenvila inträdde och fredssamtal inleddes i Bhutans huvudstad Thimpu. Våldsamheterna fortsatte dock under förhandlingarna, och efter en massaker på civila tamiler i staden Trincomalee den 17 augusti lämnade de tamilska representanterna samtalen.

## 1987-1990: Indien griper in
Indien stödde, mestadels i hemlighet, de tamilska separatisterna under 1980-talet, av flera olika skäl. Dels ville Indien spela en roll som den dominerande makten i regionen och dels var den indiska centralmakten orolig för att om man inte agerade till stöd för tamilerna, så skulle även de indiska tamilerna i Tamil Nadu ta upp kampen för självständighet. Det fanns en stark sympati för de lankesiska tamilerna bland deras broderfolk i Tamil Nadu, och politiker som M.G. Ramachandran stödde separatiströrelsen. 
1987 släppte Indiens flygvapen matpaket över Jaffnahalvön, då den var belägrad av lankesiska regeringsstyrkor. Den 29 juli samma år slöts ett fredsavtal mellan Indien och Sri Lanka, av Rajiv Gandhi och Sri Lankas president JR Jayewardene. I avtalet gav Sri Lankas regering efter för vissa av de tamilska separatisternas krav, exempelvis större självbestämmande åt provinserna, en sammanslagning av den norra och den östra provinsen, samt att tamil skulle få status som officiellt språk i landet. Enligt avtalet skulle Indien sända en fredsbevarande styrka - IPKF (Indian Peace-Keeping Force) - för att upprätthålla ordningen i de norra och östra delarna av landet. De stridande separatisterna, inklusive LTTE, skulle överlämna sina vapen till IPKF. 
IPKF var från början mycket populär i de tamilska områdena, och de väpnade grupperna började att överlämna sina vapen till indierna. Men många av regeringens löften infriades aldrig, och LTTE överlämnade bara en del av sina vapen till IPKF. Snart vände sig LTTE mot de indiska styrkorna, samtidigt som en stark nationalistisk opinion bland den singalesiska majoritetsbefolkningen krävde att indierna skulle lämna Sri Lanka. Allt fler indiska soldater föll offer för LTTE:s attacker och i mars 1990 drog Indien tillbaka sina styrkor från Sri Lanka.

## 1990-1995: Krig och fred
När IPKF drog sig tillbaka tog LTTE kontroll över stora delar av norra Sri Lanka. LTTE mördade den indiske premiärministerkandidaten Rajiv Gandhi 1991, och Sri Lankas president Ranasinghe Premadasa 1993. Båda mördades av självmordsbombare.
1994 vann Sri Lanka Freedom Party och dess ledare Chandrika Kumaratunga valet efter att ha utlovat fredsförhandlingar med LTTE. Förhoppningarna var stora, men förhandlingarna bröt samman i april 1995. 

## 1995-2001: Offensiver och motoffensiver
Sedan fredsprocessen brutit samman satsade regeringen på att försvaga LTTE militärt och därefter tvinga fram en uppgörelse. Kumaratunga kallade strategin War for Peace, krig för fred. Regeringen lyckades bland annat ta kontroll över den norra provinsens största stad, Jaffna. 1997 inleddes regeringssidan dittills mest omfattande offensiv, Jaya Sikuru (säker seger), med målet att ta kontroll över stora områden i norr och att kunna öppna vägen A9 till Jaffna. Offensiven utvecklades till en kostsam och långsam framryckning, och den avbröts utan att målet hade kunnat uppfyllas. 1999 kom en stor motoffensiv från LTTE, som på tre dagar lyckades återta all den mark som regeringen hade tagit kontroll över under mer än ett år av hårda strider, och de var nära att lyckas återta kontrollen över Jaffna.
Den 24 juli 2001 genomförde LTTE en attack mot flygbasen Katunayake och den internationella flygplatsen Bandaranaike International Airport. Åtta militära och två civila flygplan totalförstördes vid attacken som utfördes av 14 medlemmar av LTTE:s självmordsskvadron Black Tigers.

## 2001-2006: Vapenvila

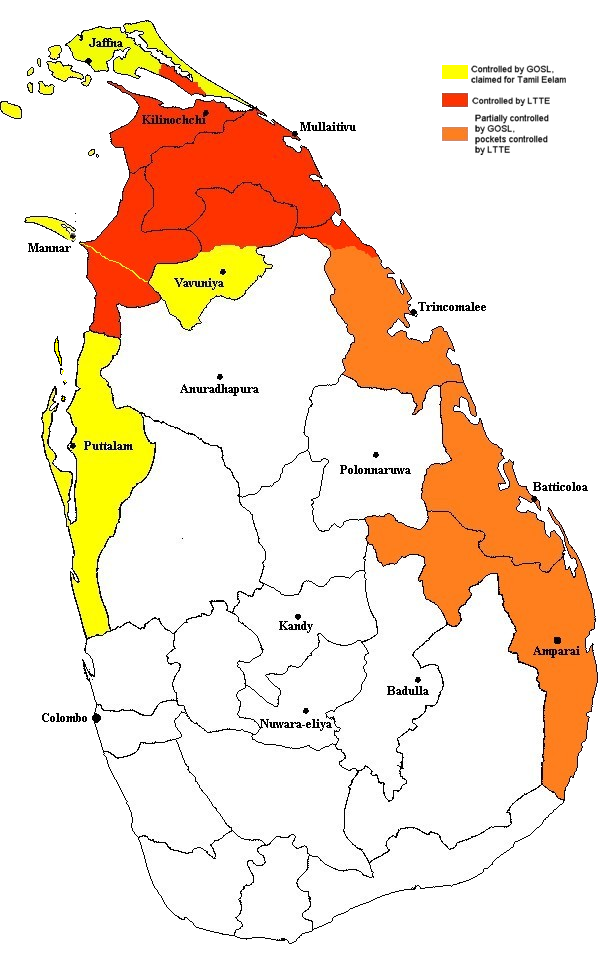
Det område som kontrollerades av LTTE i december 2005

I februari 2002 trädde en ömsesidig vapenvila i kraft, men de fredsförhandlingar som inleddes i samband med vapenvilan avbröts våren 2003. I april 2004 bröt sig LTTE:s högsta befälhavare i östra Sri Lanka, Karuna Amman ut från LTTE. Sedan dess bekämpades Karunas grupp av LTTE, som anklagade regeringen för att ge skydd åt utbrytargruppen. 
Vapenvilan övervakades av Sri Lanka Monitoring Mission, SLMM, som utgjordes av fredsövervakare från de nordiska länderna. 

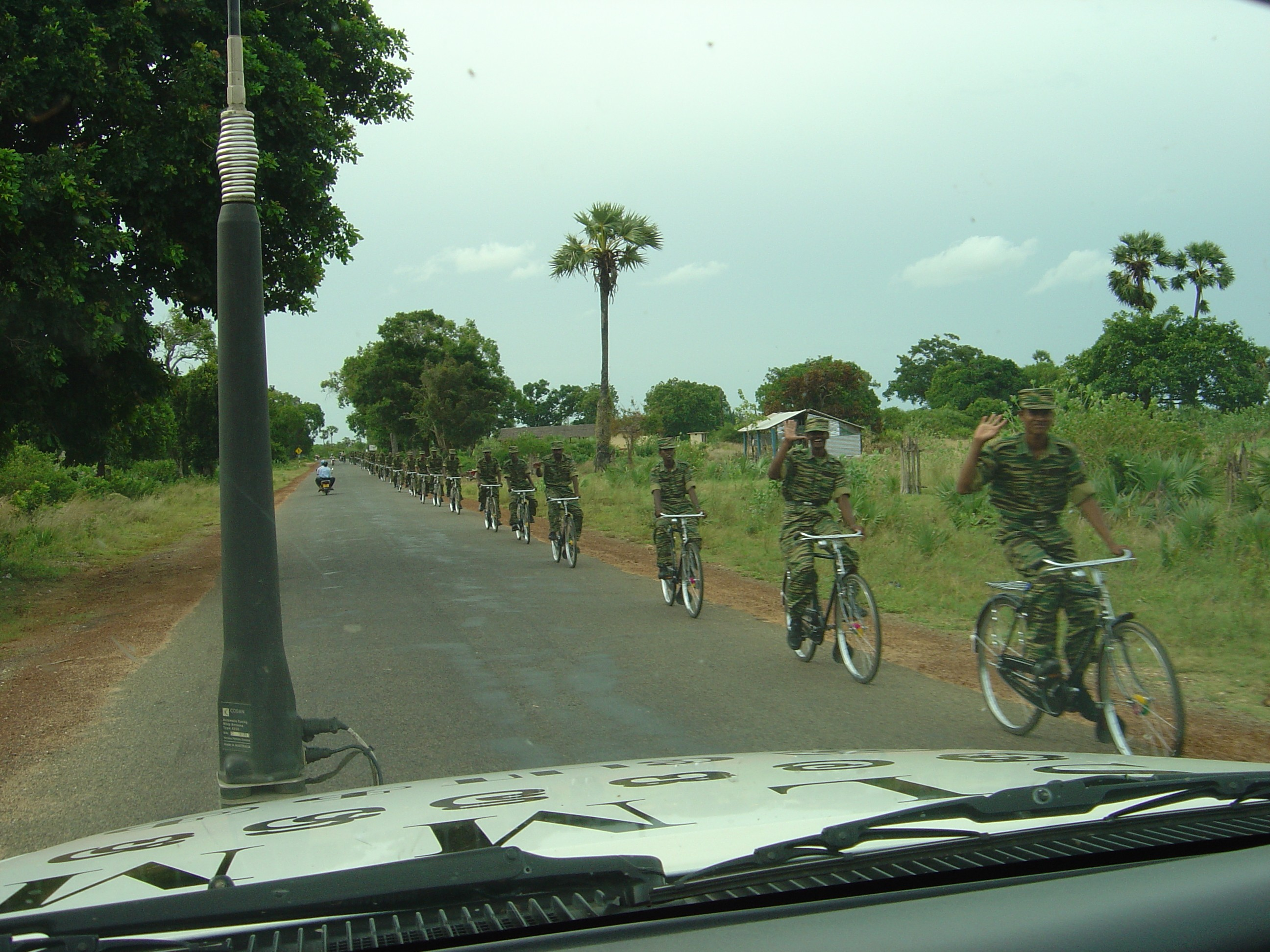
LTTE-soldater på cyklar, fotograferade från ett SLMM-fordon

 Efter att våldet mellan de båda parterna eskalerat kring årsskiftet 2005-2006 möttes representanter för LTTE och regeringen för fredssamtal i Genève i februari 2006. Regeringen lovade då bland annat att vidta åtgärder mot utbrytarfraktionen. En andra samtalsomgång var planerad till den 19-21 april, men sedan våldsamheter återigen blossat upp tillkännagav LTTE att de inte tänkte delta i samtalen.
Sedan dess fortsatte våldet. Sedan en självmordsbombare i huvudstaden Colombo dödade tio personer i en attack riktad mot arméchefen Sarath Fonseka, den 25 april 2006, inledde det lankesiska flygvapnet omfattande bombningar i tamilska områden.
LTTE förnekade regelbundet inblandning i attacker mot regeringsstyrkor och civila. En grupp som kallade sig Tamil Resurgence Force, TRF, trädde fram och tog på sig skulden för vissa våldsdåd. TRF troddes ha nära kopplingar LTTE, som gav civila militär träning i de områden som de kontrollerade. LTTE förnekade dock att de kontrollerade TRF eller andra "civila" grupper.

## 2006-2008: Nya strider trots vapenvila
I början av juni 2006 misslyckades den andra omgången av fredssamtal i Genève. LTTE:s förhandlare vägrade träffa regeringssidan, eftersom gerillan ansåg att regeringen inte hade infriat de löften den gav vid förhandlingarna i februari.
Den 15 juni 2006 dödades 64 civila då en buss körde på två minor i närheten av staden Anuradhapura. Regeringen beskyllde LTTE för attacken och flygbombade åter LTTE:s positioner. LTTE förnekade inblandning i attacken, och anklagade regeringen för övergrepp mot den tamilska civilbefolkningen. Under dagarna efter attacken dödades mer än 30 gerilla- och regeringssoldater i strider på land och till sjöss.
Under sommaren 2006 trappades striderna upp, och i slutet av juli var LTTE och regeringen engagerade i omfattande markstrider kring staden Muttur, nära Trincomalee i den östra delen av landet. Sverige, Danmark och Finland lämnade övervakningsstyrkan SLMM i slutet av augusti, sedan LTTE hade meddelat att övervakare från EU-länder inte var önskvärda efter EU:s beslut att stämpla LTTE som en terrororganisation.
I sitt årliga tal på LTTE:s "Hjältarnas dag", den 27 november, sa gerillarörelsens ledare Velupillai Prabhakaran att regeringens strategi innebär att avtalet om vapenvila inte längre gäller. Rajapakse-regimen har, genom att öppet förespråka attacker mot våra posteringar, i praktiken begravt avtalet om vapenvila. 
Regeringsstyrkornas lyckades under slutet av 2006 och början av 2007 driva bort LTTE:s styrkor från omfattande områden i östra Sri Lanka. 
Den 26 mars 2007 genomförde LTTE sin första bekräftade flygattack, då två lätta flygplan från vad tigrarna kallar Tamileelam Air Force bombade Katunayakes militära flygbas norr om Colombo. LTTE anklagade regeringen för att använda sitt flygvapen för att genomföra bombräder mot civila tamiler, och hävdar att attackens syfte var att försvaga flygvapnets kapacitet för att genomföra sådana räder.

## 2008 Militär framgång för regeringssidan
Den lankesiska regeringen bröt i början av 2008 den vapenvila som funnits sedan 2002.
Regeringsstyrkornas framsteg på slagfältet fortsatte under 2008. De gjorde stora framryckningar i den norra delen av landet och under 2009 års första dagar lyckades de ta kontroll över Kilinochchi, som fram till dess hade fungerat som LTTE:s administrativa huvudstad. Den lankesiske arméchefen Sarath Fonseka hävdade i samband med det att det endast finns mellan 1 700 och 1 900 gerillasoldater kvar, och att de kommer att vara besegrade inom ett år.
Oberoende bedömare menar dock att kriget är långt ifrån över, att LTTE nu kommer att återgå till gerillataktik för att försvara sig, och att man kan vänta sig en ny kampanj av självmordsattacker mot lankesiska mål.

## 2009 Regeringssidan segrar
Den 7 januari 2009 återinförde Sri Lanka ett förbud mot LTTE, vilket innebär att inga fredsförhandlingar kan föras med organisationen. Förbudet hade hävts 2002 för att möjliggöra förhandlingar. LTTE:s huvudbas i Kilinochchi erövrades av regeringssoldater den 2 januari 2009. Deras sista fäste, Mullaitivu, intogs den 25 januari. LTTE uppgav den 17 maj 2009 på en rebellvänlig webbplats att man ger upp den militära kampen.
Enligt den lankesiska militären har det bekräftats att LTTE:s ledare, Velupillai Prabhakaran, dödades på morgonen den 18 maj 2009 tillsammans med sina närmaste män. Den lankesiske överbefälhavaren sade i ett officiellt uttalande att den Sri Lankas försvarsmakt besegrat "rebellerna och befriat hela landet". Velupillai Prabhakaran gömde sig i en skyddszon för civila flyktingar när han blev dödad. En FN-rapport riktade 2011 stark kritik mot Sri Lankas militär för övergrepp mot civila under slutoffensiven, bland annat för attacker mot sjukhus och våldtäkter. Även gerillan LTTE anklagas för att ha begått krigsbrott.
Det är också viktigt att förstå vad som på riktigt hände mot slutet av kriget i Sri Lanka. LTTE använde civila tamiler som mänskliga sköldar. 
Eftersom Kina med sin vetorätt i FN stöttade Sri Lanka kunde inte FN gå vidare med anklagelserna om krigsbrott. 

### Källnoter
1. ↑  ”Arkiverade kopian”. Arkiverad från originalet den 22 februari 2007. https://web.archive.org/web/20070222005444/http://www.eelamweb.com/leader/messages/herosday/2006/english/. Läst 18 december 2006.
2. ↑  DN.se: "Övervakare lämnar troligen Sri Lanka" 2008-01-03
3. ↑  The Sunday Times : Prabha's day-dream turns into Tiger nightmare
4. ↑  Telegraph.co.uk: Sri Lankan forces move to crush Tiger rebellion
5. ↑  AFP: Sri Lanka's Tamil separatist conflict far from over: analysts
6. ↑   AFP: Sri Lanka re-imposes ban on Tamil Tigers[död länk]
7. ↑  http://www2.unt.se/pages/1,1826,MC=17-AV_ID=908800,00.html?from=puff
8. ↑  Nelson, Dean (18 maj 2009). ”Sri Lanka: Tamil Tiger leader Velupillai Prabhakaran and his lieutenants 'eliminated'”. Telegraph. http://www.telegraph.co.uk/news/worldnews/asia/srilanka/5343129/Sri-Lanka-Tamil-Tiger-leader-Velupillai-Prabhakaran-and-his-lieutenants-eliminated.html. Läst 30 maj 2009.
9. ↑  ”South Asia | Sri Lanka's rebel leader 'killed'”. BBC News. 19 maj 2009. http://news.bbc.co.uk/2/hi/in_depth/8055015.stm. Läst 30 maj 2009.
10. ↑  ”Security News | Sundayobserver.lk - Sri Lanka”. Sundayobserver.lk. 17 maj 2009. Arkiverad från originalet den 21 maj 2009. https://web.archive.org/web/20090521095500/http://www.sundayobserver.lk/2009/05/17/sec04.asp. Läst 30 maj 2009.
11. ↑  http://www.svd.se/nyheter/utrikes/fn-misstanker-krigsbrott-i-sri-lanka_6115443.svd

### Allmänna
- Narayan Swamy, M. R. (1994) Tigers of Lanka: from Boys to Guerrillas, Konark Publishers, Delhi. ISBN 81-220-0386-9
- Rupesinghe, Dr. Kumar (1998) Negotiating Peace in Sri Lanka - Efforts, Failures & Lessons, International Alert, London. ISBN 955-8085-00-6